# Dick Ivars
Dick Ivars, född 23 juni 1977, är svensk mästare i armbrytning som även vunnit  VM i Rovaniemi år 2000.
Dick Ivars började träna armbrytning i början av 1990-talet, uppmuntrad av en lärare som sysslade med sporten. Gamla hemmaklubben Sura Armsport Society var framgångsrik och Ivars likaså.
För att få lite omväxling började Dick Ivars att syssla med strongman. Det är styrkesport som till exempel går ut på att man ska välta stora traktordäck eller bära tunga vikter en viss sträcka.